# 3004 Кнад
3004 Кнад (3004 Knud) — астероїд головного поясу, відкритий 27 лютого 1976 року.
Тіссеранів параметр щодо Юпітера — 3,185.